# 경주 (영화)
《경주》는 2014년에 개봉한 대한민국의 영화이다.

## 줄거리
최현(박해일)은 북경대에서 국제정치학을 가르치는 교수로, 중국인 아내와 결혼한 상황이다. 친한 형이 죽자 장례식에 참여하려고 한국에 온 최현은 문득 7년 전 경주의 한 찻집에서 본 춘화를 생각하게 된다. 최현은 경주로 가서 아리솔이라는 이름의 그 찻집을 가지만 이내 춘화가 사라졌다는 사실을 알게 되고, 이 과정에서 아리솔의 주인인 공윤희(신민아)와 조우한다. 최현은 과거 자신의 연인이었던 김여정(윤진서)를 경주로 부르지만 여정은 과거의 관계를 후회하는 취지의 대화를 나눈 후 바로 헤어진다. 다시 아리솔을 찾은 최현은 공윤희와 그녀의 지인인 다연(신소율)의 소개로 지역사회 인물들의 저녁 모임에 참석하기로 한다.
저녁 모임에 온 최현은 공윤희와 다연 말고도 박 교수(백현진)와 형사 이영민(김태훈)과도 만나게 된다. 모임이 끝난 후 술에 취한 공윤희는 최현, 이영민과 걷다가 고분 위로 올라가다 경비원으로부터 제지를 받는다. 공윤희의 집에 간 최현은 과거 공윤희의 남편이 병사하였다는 사실을 알게 된다. 아침이 되자 공윤희의 집을 나선 최현은 김여정의 남편이 화가 나 경주로 가고 있다는 연락을 받는다. 최현은 메마른 하천을 건너는데 어디선가 물소리가 크게 들린다. 아리솔에서 공윤희는 벽면을 뜯고 장면이 바뀐다. 죽지 않은 형과 최현이 춘화가 그려진 찻집을 찾아온 가운데 공윤희가 그들에게 차를 대접한다.

## 출연
- 박해일 : 최현 역
- 신민아 : 공윤희 역
- 윤진서 : 김여정 역
- 김태훈 : 이영민 역
- 곽자형 : 이춘원 역
- 신소율 : 다연 역
- 백현진 : 박 교수 역
- 류승완 : 강 선생 역
- 이은우 : 김창희 아내 역
- 정인선 : 젊은 안내원 역
- 이춘연 : 능을 지키는 남자 역
- 김호연 : 태극권 하는 남자 역
- 이준동 : 술상남 역
- 송호창 : 술상남 일행 1 역
- 박재희 : 연극하는 남자 역
- 최일순 : 망월사 스님 역
- 이일순 : 능포다원 주인 역
- 최배영 : 젊은 점쟁이 / 여고생 역
- 김학선 : 김창희 역 (특별출연)

## 영화 정보
영화 장면 중 최현(박해일)이 경주시의 전통찻집 아리솔에서 찾던 춘화는 실재로 존재했었다. 장률 감독이 1995년에 처음 경주를 찾았을 때 찻집 아리솔의 한쪽 벽면에 춘화가 그려져 있었지만 7년 후 그 춘화는 사라졌다. 2013년 영화 '경주'를 준비하던 장률 감독은 춘화의 행방을 수소문했고, 당시 춘화를 그린 김호연 교수와의 만남이 성사됐다. 세계적인 십장생 화가로 유명한 동국대 미술학부 김호연 교수는 영화를 위해 1995년도 찻집 아리솔의 벽에 그려져 있던 춘화를 똑같이 재현했고, 춘화의 제목을 '경주'로 붙였다.

## 관련 논문
- 임철희, 〈장률의 〈경주〉에 나타난 영화 시공간의 상의성과 비경계성〉, 《대중서사연구》 24-1, 대중서사학회, 2018년
- 정원술, 〈영화 〈경주〉 비평으로 ‘향가’ 감상하기〉, 《국어교육연구》 85, 국어교육학회, 2024년